# Usia semiflava
Usia semiflava är en tvåvingeart som först beskrevs av Hesse 1975.  Usia semiflava ingår i släktet Usia och familjen svävflugor. Inga underarter finns listade i Catalogue of Life.